# Dragon Ball Z - Il Super Saiyan della leggenda
Dragon Ball Z - Il Super Saiyan della leggenda (燃えつきろ！！熱戦・烈戦・超激戦?, Moetsukiro!! Nessen · Ressen · Chō-Gekisen, lett. "Ardi!! Battaglia eccitante, violenta e furibonda") è un film d'animazione del 1993 diretto da Shigeyasu Yamauchi.
Si tratta dell'ottavo film cinematografico di Dragon Ball Z proiettato in Giappone al Toei Anime Fair il 6 marzo 1993. È stato trasmesso in Italia per la prima volta su Rai 2 nel 2000 con il primo doppiaggio e nel 2005 su Italia Teen Television con il secondo, per poi giungere in chiaro nel 2007 su Italia 1, ma senza essere incluso negli episodi di Dragon Ball - La saga.

## Trama
Re Kaioh del Nord contatta Son Goku per informarlo della distruzione della galassia del sud, avvenuta per mano di un Super Saiyan, chiedendogli di trovarlo e di sconfiggerlo in quanto minaccia anche per il resto dell'universo. Nel frattempo gli altri guerrieri protagonisti, che stanno effettuando un picnic, assistono all'atterraggio di una enorme astronave da cui escono numerosi guerrieri guidati dal Saiyan Paragas. Quest'ultimo chiede a Vegeta di assumere il titolo di re e di governare sul pianeta Neo Vegeta per proteggerlo dalla minaccia del Super Saiyan leggendario, ottenendo il consenso del principe.
Seguito da Son Gohan, Trunks, Crilin, Muten ed Olong, Vegeta si reca a Neo Vegeta. Qui incontra Broly, il figlio di Paragas, insieme al quale si reca sul pianeta Totokama alla ricerca del Super Saiyan leggendario. Nel frattempo, Gohan, Trunks e Crilin esplorano il pianeta di Neo Vegeta, rendendosi conto che si tratta di un luogo inospitale, per di più basato sulla schiavitù degli abitanti del pianeta Shamo. Essi vengono inoltre a sapere che il vero obiettivo di Paragas è uccidere Vegeta, in quanto suo padre, Re Vegeta, aveva tentato di uccidere Paragas stesso insieme al figlio appena nato poiché spaventato dalla forza di quest'ultimo. Per uccidere Vegeta, Paragas conta sulla cometa che di lì a poco distruggerà il pianeta di Neo Vegeta. Dopo aver eliminato il Principe dei Saiyan, egli conta inoltre di conquistare l'universo insieme al figlio, in quanto unici Saiyan rimasti.
Vegeta e Broly tornano dalla loro ricerca del Super Saiyan Leggendario, avvenuta senza successo. Anche Goku giunge su Neo Vegeta, venendo accolto da Paragas che lo invita a recarsi a palazzo. Qui, Goku incontra Broly, che si comporta in maniera ostile nei suoi confronti, poiché, quando entrambi erano ancora neonati, Goku, col suo pianto, non gli permetteva di dormire. Si scopre che Broly viene controllato dal padre tramite un dispositivo che ne limita la forza e la furia distruttiva che, altrimenti, lo renderebbero estremamente pericoloso. Durante la notte, Broly attacca Goku venendo poi fermato dal padre tramite il dispositivo di controllo. Il giorno seguente, Trunks rivela a Vegeta la verità sul piano di Paragas, e Broly, furioso, si libera del dispositivo di controllo, trasformandosi nel Super Saiyan leggendario.
La potenza straripante di Broly supera di gran lunga quella di Goku, Gohan e Trunks, e nonostante l'arrivo di Piccolo e l'intervento di Vegeta, il Super Saiyan Leggendario riesce a sconfiggere tutti i guerrieri Z senza troppe difficoltà. Con l'ultima speranza di salvare l'universo, il gruppo di combattenti dona la propria energia all'ultimo uomo rimasto a combattere Broly, ossia un esausto Goku. Incanalando l'aura di tutti i suoi compagni in un ultimo disperato tentativo, Goku riesce a sconfiggere Broly con un singolo colpo. Successivamente teletrasporta tutti sulla navicella di Piccolo (con cui, nel frattempo, Muten, Olong e Crilin erano fuggiti), appena in tempo per evitare di essere colpiti dalla cometa.

## Nuovi personaggi
Broly (ブロリー?, Burorī)
Un Saiyan, nonché il principale antagonista del film. Come tutti i Saiyan, da neonato è provvisto di coda, e i capelli sono neri, lunghi circa fino alle spalle. Anche i suoi occhi sono neri. È molto alto e piuttosto muscoloso. Appare sempre a torso nudo, indossa un paio di stivaletti dorati, dei pantaloni bianchi avvolti in una sorta di panno rosso, legato alla vita con una cintura, sempre color oro, in più non ha la coda che forse gli è stata tolta dal padre affinché non si trasformasse in Scimmione. Broly nasce sul pianeta Vegeta nello stesso giorno di Son Goku, poco prima della sua distruzione per mano di Freezer. Appena nato, possiede già un livello di combattimento di 10.000, enormemente superiore alla forza media di un Saiyan adulto. Viene quindi condannato a morte da Re Vegeta insieme a suo padre Paragas, per evitare che una volta cresciuto diventi padrone incontrastato. Ridotti in fin di vita e gettati entrambi in una discarica sotterranea, padre e figlio sopravvivono all'esplosione del pianeta grazie ad una barriera energetica generata istintivamente da quest'ultimo, e nei successivi 27 anni, Paragas pianifica la sua vendetta contro il principe Vegeta nonché la conquista dell'universo ottenuta sfruttando la leggendaria forza del figlio, mantenuto sotto controllo attraverso l'uso di un controller mentale. L'incontro con Son Goku rende Broly progressivamente più furioso, permettendogli di liberarsi dal controllo del padre e di vanificare il piano di quest'ultimo. Quando i guerrieri Z giungono sul pianeta Neo Vegeta, Broly dimostra di sapersi trasformare in Super Saiyan. Ha inoltre accesso alla forma di Super Saiyan leggendario, che trasformatosi per la prima volta, Broly dopo aver eliminato il padre, colpevole di abbandonarlo sul pianeta che stava per esplodere, sconfigge facilmente i guerrieri Saiyan; Al termine del duello, Broly però viene ferito e sconfitto da Goku, grazie ad un pugno contenente l'unione delle energie di tutti i compagni. Come per gli altri saiyan, il suo nome è un gioco di parole che fa riferimento a quello di un ortaggio, in questo caso "Broly" si riferisce a "broccolo". Il suo livello di combattimento ufficiale nella forma di Super Saiyan leggendario in questo film, è di circa 1.400.000.000 secondo la rivista V-Jump del 2004, che annunciava la sua apparizione nel videogioco Dragon Ball Z: Budokai 3.
Paragas (パラガス?, Paragasu)
Un Saiyan di livello più o meno alto, nonché padre di Broly. Paragas è uno dei pochi Saiyan che utilizza un'armatura più o meno diversa da quella che usano i seguaci di Freezer. L'armatura di Paragas ricorda infatti l'armatura degli abitanti di Yardrat. È uno degli ultimi Saiyan rimasti a seguito della distruzione del Pianeta Vegeta. Alla nascita di suo figlio, furono condannati a morte da Re Vegeta, poiché aveva paura che il piccolo Broly crescendo potesse diventare un pericolo a causa del suo potere, visto che già da bambino era dotato di una forza combattiva enorme. Durante l'esplosione del pianeta Vegeta, Paragas riuscì a salvarsi grazie alla forza di suo figlio Broly, che creò una barriera protettiva per sopravvivere. Nel corso degli anni chiese a degli scienziati di creare un dispositivo per controllare a suo piacimento la forza di Broly. Più avanti fonderà il pianeta Neo Vegeta con l'intento di vendicarsi della famiglia di Vegeta. Giunge sulla Terra per chiedere a Vegeta di diventare il nuovo re del pianeta Neo Vegeta, e per comunicare al Saiyan la presenza del Super Saiyan Leggendario. Si scopre però che è in realtà una trappola di Paragas per uccidere il principe e conquistare l'intero universo. Sarà proprio suo figlio Broly ad ucciderlo, stritolandolo all'interno di una navicella spaziale dei Saiyan, che Paragas stava per utilizzare per scappare dalla distruzione del pianeta Neo Vegeta contro una cometa e raggiungere la Terra. Come per molti altri Saiyan, il nome "Paragas" è un gioco di parole su un tipo di verdura: deriva infatti dall'inglese asparagus, "asparago".

## Distribuzione

### Edizione italiana
Il primo doppiaggio italiano del film, usato per l'uscita in VHS e per le trasmissioni TV precedenti al 2003, fu eseguito dalla Coop. Eddy Cortese di Roma e diretto da Fabrizio Mazzotta, con un cast differente da quello della serie TV. La terminologia venne mantenuta fedele alla versione italiana del manga.
Il film fu ridoppiato nel 2003 dal cast italiano di Dragon Ball Z per la trasmissione su Italia Teen Television e Italia 1. Il ridoppiaggio fu effettuato dalla Merak Film di Milano e diretto da Paolo Torrisi su dialoghi di Manuela Scaglione e Tullia Piredda in buona parte trascritti da quelli del primo doppiaggio. Tuttavia ci sono varie differenze in questo adattamento rispetto al precedente. Tra le principali: 
- la terminologia venne lieviemente cambiata utilizzando quella dell'adattamento italiano della serie TV;
- alcuni dialoghi vennero modificati per mitigare insulti e termini inadatti a un pubblico infantile (seppure non tutti);
- vennero aggiunti alcuni "pensieri" di pura fantasia in scene dove i personaggi non parlano;

Il ridoppiaggio è stato poi utilizzato per le successive trasmissioni TV e per l'uscita in DVD.

### Edizioni home video
L'edizione VHS del film fu prodotta da Dynamic Italia, e distribuita da Terminal Video Italia nel 1997. La VHS conteneva il film con il primo doppiaggio.
L'edizione DVD fu prodotta da Dynit, nuova incarnazione della Dynamic Italia. Il 2 settembre 2006 fu distribuita in edicola da De Agostini, mentre la distribuzione sul mercato avvenne il 6 giugno 2007 a opera della Terminal Video Italia. Mentre il master video è un semplice riversamento dalla precedente VHS, l'audio è disponibile in italiano in Dolby Digital 5.1 e in giapponese in 2.0. Poiché la versione italiana del film fu concessa da RTI, il DVD contiene esclusivamente il ridoppiaggio. Sono inclusi inoltre i sottotitoli in italiano e, come extra, landscapes e schede sui personaggi.